# Lohsa
Lohsa (Sorbisch: Łaz) is een plaats en gemeente in de Duitse deelstaat Saksen. De gemeente maakt deel uit van de Landkreis Bautzen.
Lohsa telt 5.187 inwoners.
De gemeente ligt in het officiële woongebied van de Sorben.

## Geboren
- Rosemarie Ackermann (4 april 1952), hoogspringster

## Plaatsen in de gemeente Lohsa
- Dreiweibern (Tři Žony)
- Driewitz (Drěwcy)
- Friedersdorf (Bjedrichecy, met Womjatke/Neu Friedersdorf)
- Groß Särchen (Wulke Ždźary)
- Hermsdorf/Spree (Hermanecy)
- Koblenz (Koblicy)
- Lippen (Lipiny)
- Litschen (Złyčin)
- Lohsa
- Mortka (Mortkow)
- Riegel (Roholń)
- Steinitz (Šćeńca, met Kolbitz en Neu Steinitz)
- Tiegling (Tyhelc)
- Weißig (Wysoka)
- Weißkollm (Běły Chołmc)

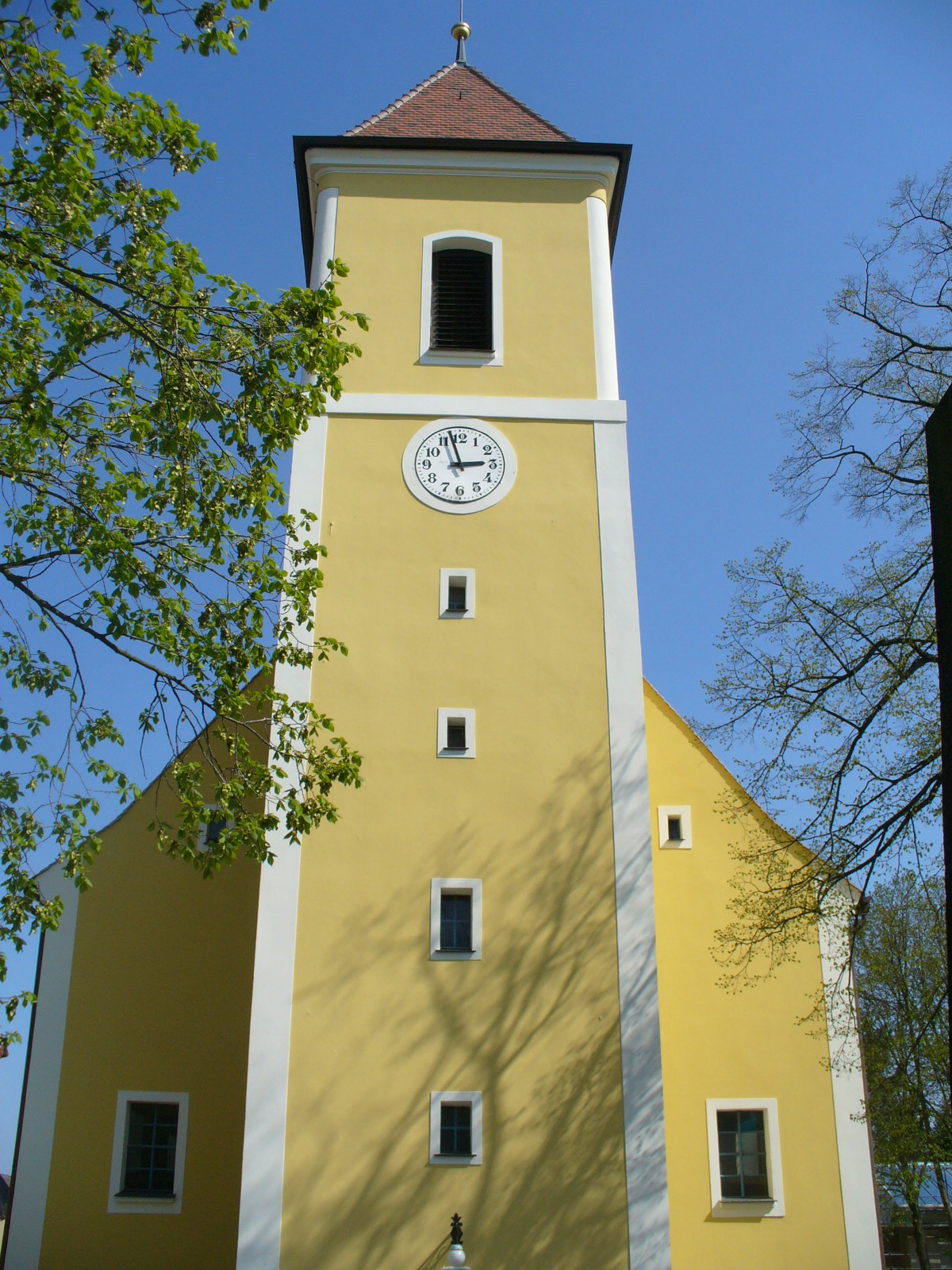
Kerk in Lohsa
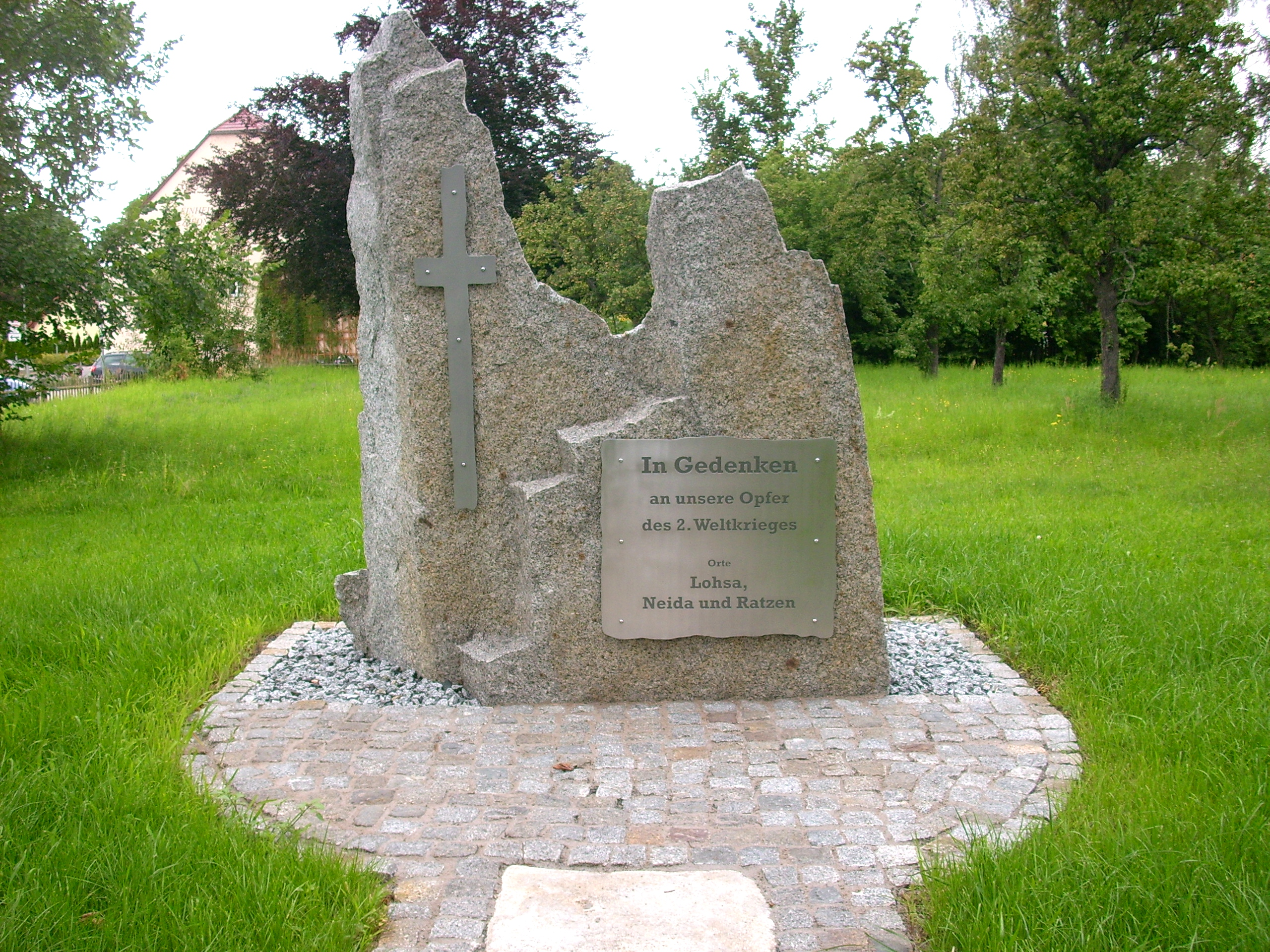
Monument in Lohsa
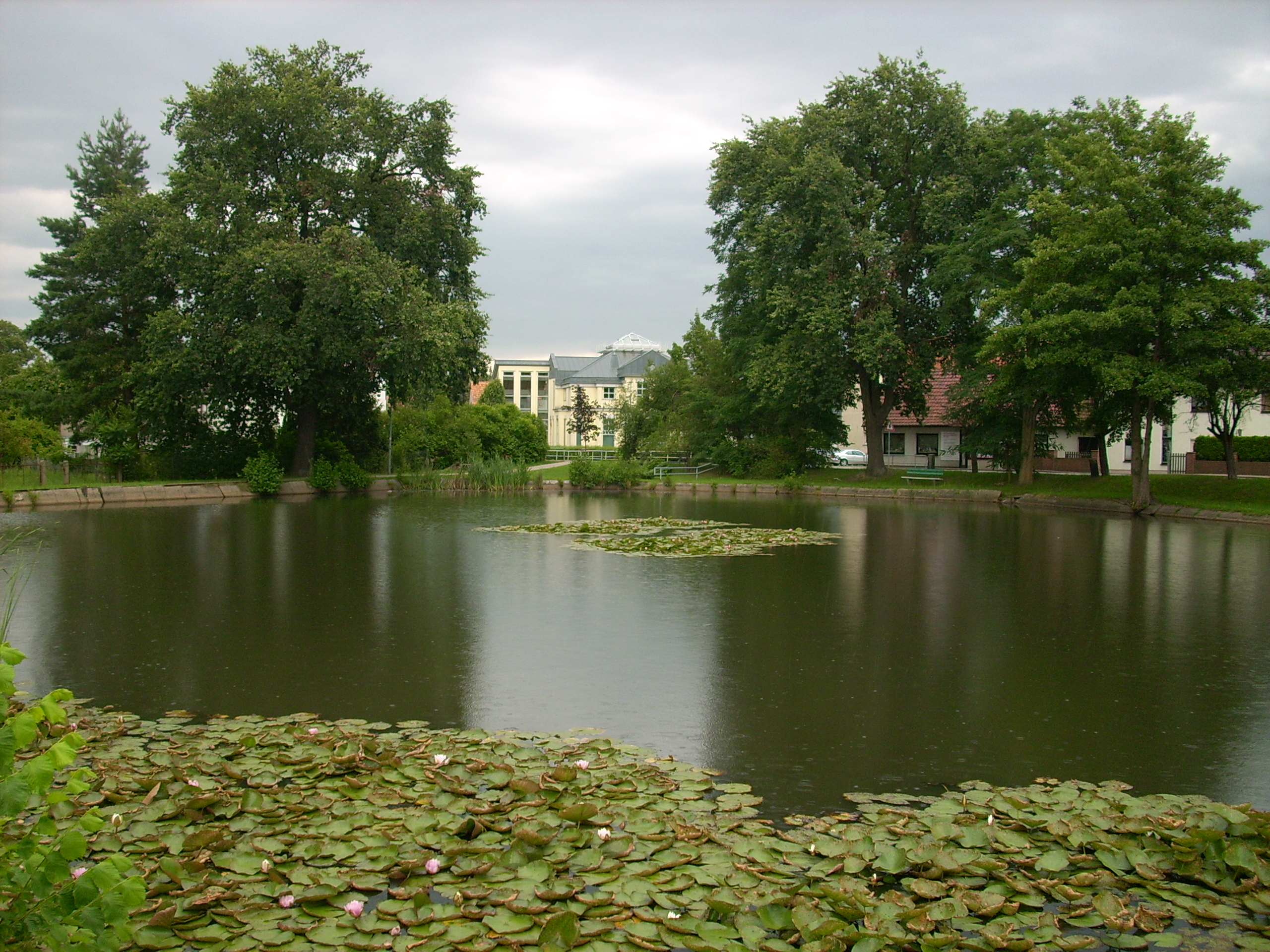
Vijver in Lohsa
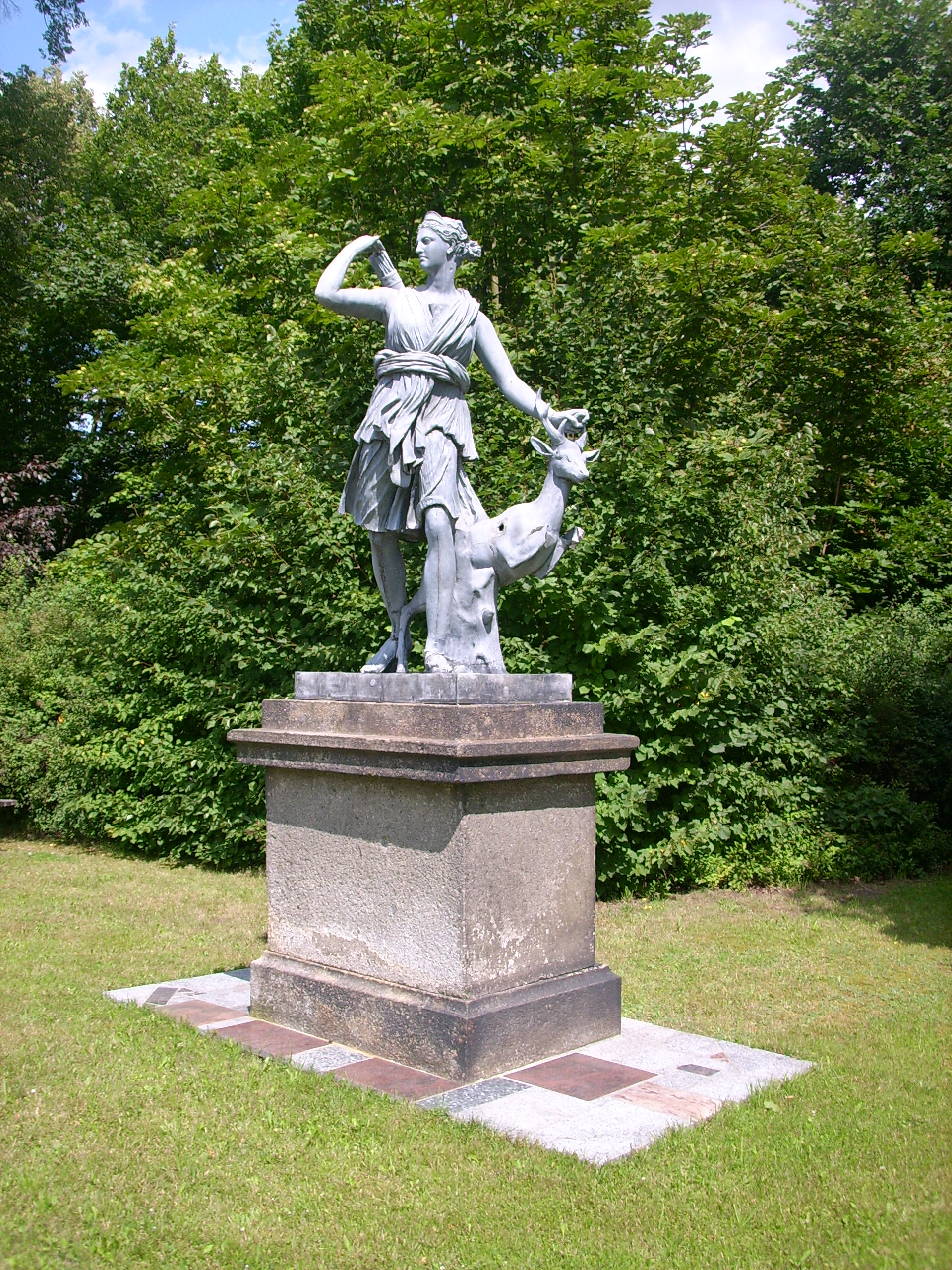
Standbeeld in Hermsdorf/Spree
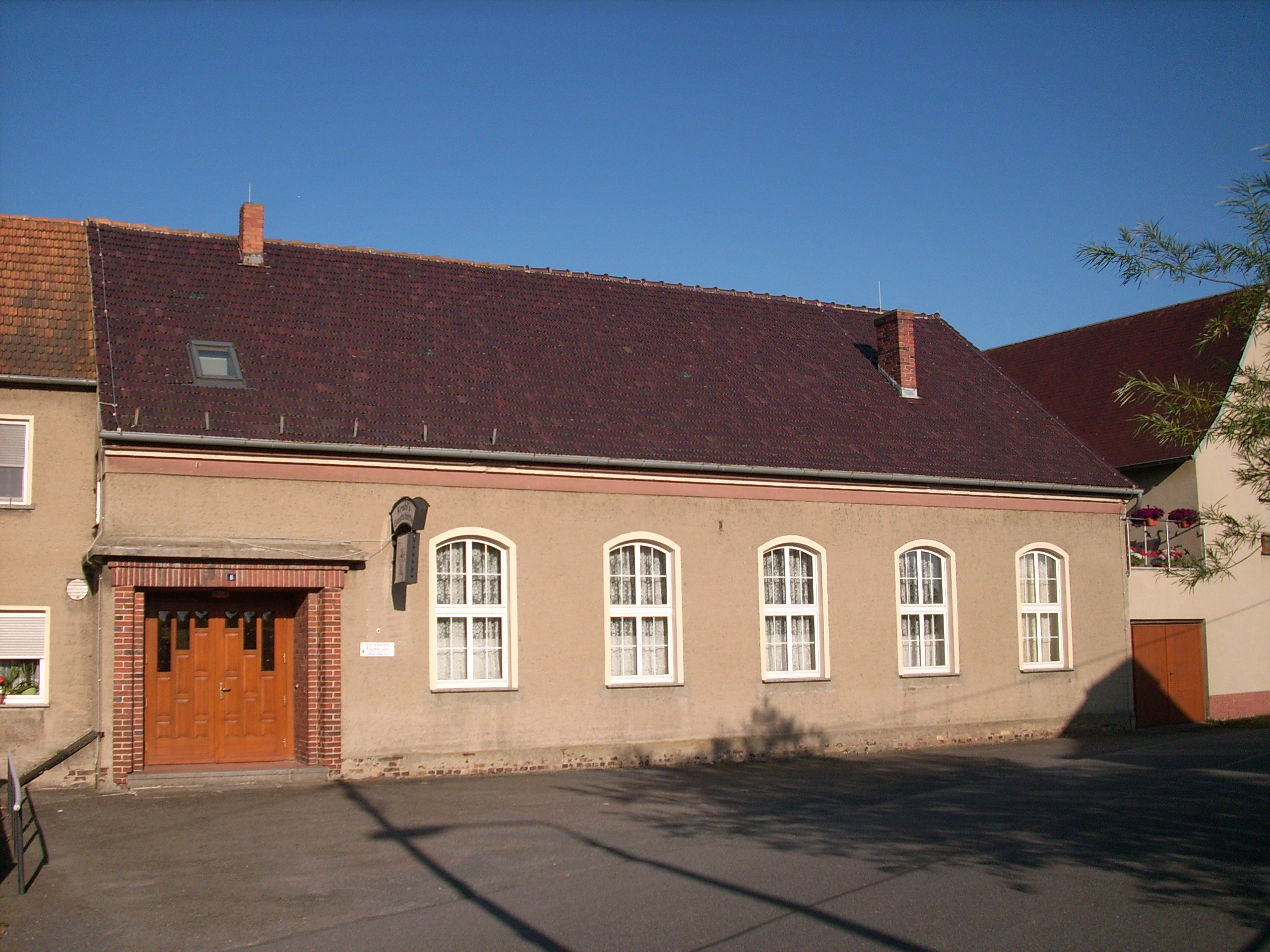
Gasthuis in Koblenz
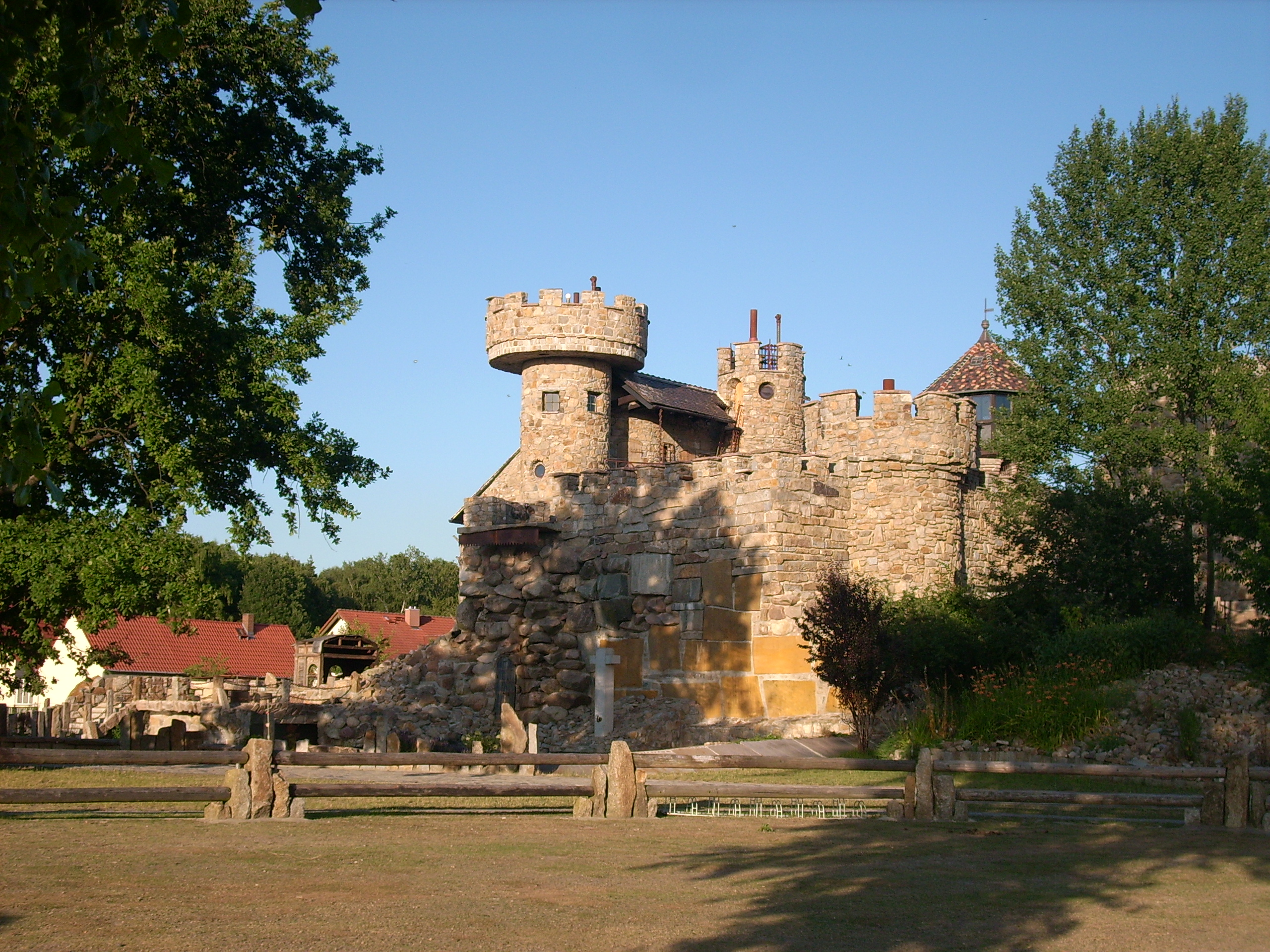
Burcht in Mortka
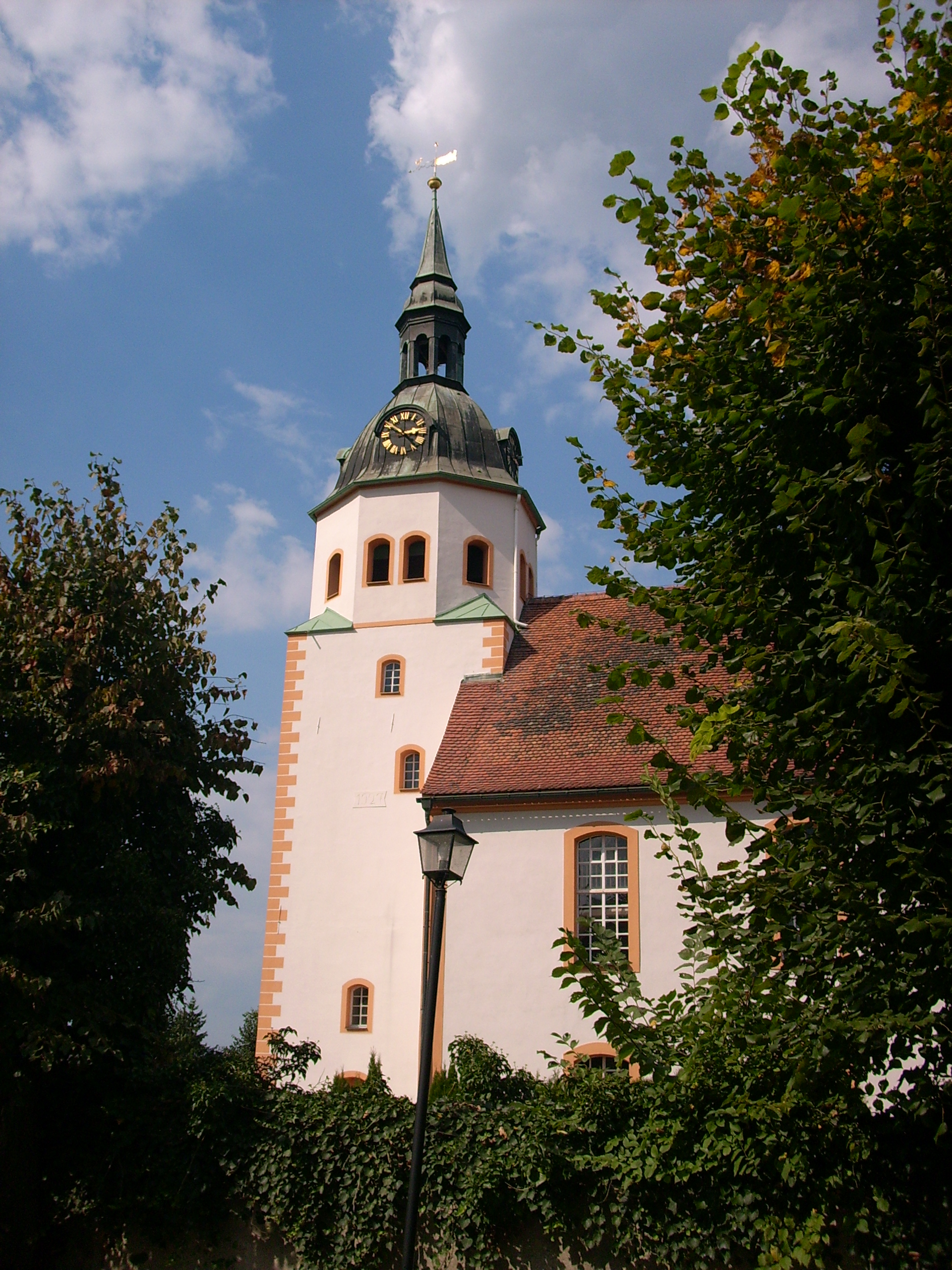
Kerk in Groß Särchen

Arnsdorf ·
Bautzen ·
Bernsdorf ·
Bischofswerda ·
Burkau ·
Crostwitz ·
Cunewalde ·
Demitz-Thumitz ·
Doberschau-Gaußig ·
Elsterheide ·
Elstra ·
Frankenthal ·
Göda ·
Großdubrau ·
Großharthau ·
Großnaundorf ·
Großröhrsdorf ·
Großpostwitz ·
Haselbachtal ·
Hochkirch ·
Hoyerswerda ·
Kamenz ·
Königsbrück ·
Königswartha ·
Kubschütz ·
Lauta ·
Laußnitz ·
Lichtenberg ·
Lohsa ·
Malschwitz ·
Nebelschütz ·
Neschwitz ·
Neukirch ·
Neukirch/Lausitz ·
Obergurig ·
Ohorn ·
Ottendorf-Okrilla ·
Oßling ·
Panschwitz-Kuckau ·
Pulsnitz ·
Puschwitz ·
Räckelwitz ·
Radeberg ·
Radibor ·
Ralbitz-Rosenthal ·
Rammenau ·
Schirgiswalde-Kirschau ·
Schmölln-Putzkau ·
Schwepnitz ·
Schönteichen ·
Sohland an der Spree ·
Spreetal ·
Steina ·
Steinigtwolmsdorf ·
Wachau ·
Weißenberg ·
Wiednitz ·
Wilthen ·
Wittichenau